# Neoclytus magnus
Neoclytus magnus là một loài bọ cánh cứng trong họ Cerambycidae.